# Museu do Pico
O Museu do Pico localiza-se na Ilha do Pico, nos Açores. Integra a Rede Regional de Museus.
A instituição apresenta uma estrutura tripolar, compreendendo três extensões:
- Museu dos Baleeiros (Lajes do Pico);
- Museu da Indústria Baleeira (São Roque do Pico);
- Museu do Vinho (Madalena).

Nelas apresenta memórias coletivas associadas aos ciclos regionais - históricos e míticos - da baleação e da vitivinicultura na ilha.